# بژچکوویتسه (استان اوپوله)
بژچکوویتسه (به لهستانی: Brzęczkowice) یک منطقهٔ مسکونی در لهستان است که در گمینا نگمودلین واقع شده‌است.